# 帕代尔诺-德尔格拉帕
帕代尔诺-德尔格拉帕（義大利語：Paderno del Grappa），曾是意大利威尼托大区特雷维索省的一个市镇。总面积19.46平方公里，人口2165人，人口密度111.3人/平方公里（2009年）。国家统计（ISTAT）代码为026054。
2019年1月30日帕代尔诺-德尔格拉帕和克雷斯帕诺-德尔格拉帕两市镇合并为新的市镇皮耶韦-德尔格拉帕。

## 友好城市
- 德国马勒斯多夫-普法芬贝格 1990年